# Moteur Poissy
Ne doit pas être confondu avec Moteur X.
Le moteur Poissy, parfois surnommé « moteur Talbot » est un moteur thermique automobile à combustion interne, essence quatre temps, développé et produit par Simca puis Talbot à partir des années 1960 dans l'usine de Poissy dans les Yvelines, d'où son nom.
Ce moteur refroidi par eau comporte quatre cylindres en ligne alésés directement dans le bloc en fonte avec une culasse en aluminium et huit soupapes en tête. Il est doté d'un vilebrequin cinq paliers, avec arbre à cames latéral (avec culbuteurs et tiges de culbuteurs), commandé par une chaîne de distribution.

## Histoire
La lignée de ces moteurs Simca conçus initialement par l'ingénieur Georges Martin (père du moteur V12 Matra Sports) s'est toujours caractérisée par sa fiabilité, sa puissance et son couple appréciables pour la cylindrée, mais ils présentent l'inconvénient d'une distribution bruyante, évoquant le bruit d'une machine à coudre (une double chaîne sans tendeur avait été préférée à une simple chaîne avec tendeur pour des raisons de solidité). La sécurité a été privilégiée sur le confort. Le sens de rotation de ce moteur est horaire (côté distribution) -mais inverse sur les moteurs longitudinaux AR (Simca 1000)-.
Le « moteur Poissy » est une importante adaptation du moteur initial de la Simca 1000 (moteur type 315) permettant d'être placé transversalement à l'avant et comportant de nombreuses évolutions (moteur type 349, 35x). Il apparaît en octobre 1967 sur la Simca 1100 à traction avant avec le 1 118 cm3, et quelques mois auparavant sur le coupé 1200S à moteur arrière avec le 1 204 cm3. Ce bloc équipera également les Simca 1000 et sera décliné en 944 cm3 (même cotes que le moteur initial de celle-ci). En 1970, est commercialisée la Simca 1100 Spécial avec le 1 204 cm3 avec deux carburateurs double corps, puis en 1972 la Simca 1100 Spécial adopte le 1 294 cm3 avec un carburateur double corps. Fin 1975, la Simca 1308 GT est équipée du 1 442 cm3 avec un carburateur double corps. Le 1.6 apparaît en 1979 sur la Simca 1309 SX avec une cylindrée de 1 592 cm3 avec un carburateur double corps.
À la disparition de la marque Talbot, le « moteur Poissy » poursuivra sa carrière sous le capot de modèles Peugeot et Citroën, au côté du « moteur X ». Il équipera la Peugeot 309, certaines Peugeot 205 commerciales et exports, ainsi que l’utilitaire Citroën C15. Le « moteur Poissy » sera remplacé, avec le « moteur X », par le « moteur TU ».

## Les versions sportives
En 1970, la Simca 1000 Rallye adopte le 1 118 cm3. La Simca 1000 Rallye 1 sort en 1971 avec le 1 294 cm3 doté d'un carburateur simple corps. En 1972, la Rallye 2 apparaît toujours avec le 1 294 cm3, mais avec deux carburateurs double corps.
La Simca 1100 TI est lancée en 1973 avec le 1 294 cm3 doté deux carburateurs double corps.
En décembre 1977, la marque présente une 1000 Rallye 3 (Groupe 1 homologuée), sa puissance grimpe à 103 ch DIN à 6 200 tr/min, le couple maxi à 13 mkg à 4 900 tr/min et la vitesse de pointe à 183 km/h. Cette ultime version est proche des 1000 Rallye de compétition du S.R.T.
Le « moteur Poissy » devait également équiper la Talbot Horizon en version turbo. Un prototype, l'Horizon Turbo a été réalisé au centre de design Whitleyet. Un exemplaire est visible au Coventry Transport Museum.

### U8 Bagheera
Matra annonce une version GT de grosse cylindrée, à la suite de la présentation en avril 1973 de la Matra-Simca Bagheera (moteur 1 294 cm3 de 84 ch qui provient de la Simca 1100 TI, projet codé M560). En juillet 1973, Matra présente le prototype Bagheera U8.
L'idée de Georges Pinardeaud, adjoint de Philippe Guédon, et de son équipe, était la suivante : assembler deux blocs de 1 294 cm3 dans un carter commun afin de doubler puissance et couple.
On adjoignit un moteur de Bagheera à celui de la Simca 1000 Rallye 2 ; ils sont identiques, à l'exception de leur sens de rotation. Disposer de l'alimentation au centre et des échappements de chaque côté présentait un avantage. Un carter commun avec liaison par engrenage fut créé, pour permettre l'accouplement des vilebrequins ; mais à cause d'un manque de fiabilité, il fut remplacé par des chaînes dites Tornado entraînant chacune un arbre central. Une chaîne relie le vilebrequin à l'arbre central, du côté avant gauche ; une autre chaîne le lie à l'arrière du vilebrequin droit. Le moteur droit reçoit une boîte de vitesses à cinq rapports et le volant et un embrayage à diaphragme. Il y a deux pompes à essence avec quatre carburateurs double corps Weber 36 DCNF et deux filtres à air cylindriques.
L'U8 a donc pour caractéristiques : une cylindrée de 2 588 cm3, une puissance de 168 ch, un couple maximal de 22 mkg à 4 000 tr/min.
Le projet dura 18 mois mais est stoppé pour des raisons budgétaires. Les essais réalisés démontrèrent cependant que la Bagheera U8 pouvait atteindre une vitesse de pointe de 230 km/h, mais avec une consommation de près de 28 litres.
Le prototype roulant est exposé au musée Matra de Romorantin.

## Les différentes cylindrées
Selon le manuel d'atelier pour le « moteur Poissy » (édition française).
| Types moteurs | 359     | 315 - 349- D | 350 - 351 - E | 354 - 353 - F | 366 - 371 - G | Y         | J         | U8 (Prototype) |
| ------------- | ------- | ------------ | ------------- | ------------- | ------------- | --------- | --------- | -------------- |
| Cylindrée     | 777 cm3 | 944 cm3      | 1 118 cm3     | 1 204 cm3     | 1 294 cm3     | 1 442 cm3 | 1 592 cm3 | 2 588 cm3      |
| Alésage (mm)  | 68      | 68           | 74            | 74            | 76,7          | 76,7      | 80,6      | 76,7           |
| Course (mm)   | 53,5    | 65           | 65            | 70            | 70            | 78        | 78        | 70             |

## Modèles équipés de ce moteur
- Simca 1000
- Simca 1100
- Simca-Chrysler 1307 / 1308 / 1309
- Simca-Talbot 1510
- Simca-Talbot Solara
- Simca-Talbot Horizon
- Matra Rancho
- Matra Bagheera
- Matra Murena
- CG 1000
- CG 1200 S
- CG 1300
- Peugeot 309
- Peugeot 205 commerciales et versions fabriquées à l'usine PSA de Madrid pour le marché espagnol.
- Citroën C15